# Селино Алто (Бергамо)
Селино Алто је насеље у Италији у округу Бергамо, региону Ломбардија.
Према процени из 2011. у насељу је живело 386 становника. Насеље се налази на надморској висини од 563 м.